# Eskilstuna United DFF
O Eskilstuna United DFF é um clube de futebol feminino da Suécia, sediado na cidade de Eskilstuna.

O clube foi fundado em 2002, pela fusão de Slagsta IK och Tunafors SK.

As cores do seu equipamento são: Camisola azul e calções azuis .

Disputa os seus jogos no estádio municipal de Tunavallen em Eskilstuna.